# 三足烏

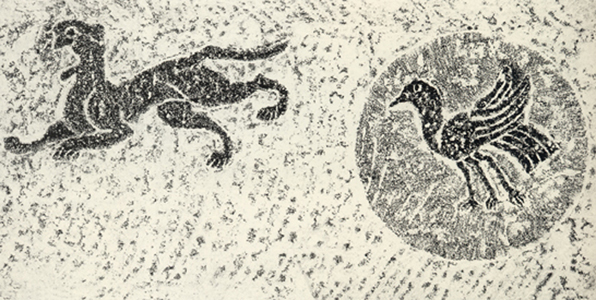
漢代の壁画。右が火烏（三足烏）。

三足烏（さんそくう、さんぞくう）は東アジア地域の神話や絵画などに見られる伝説の生き物である。この烏は太陽に棲んでいると信じられ、太陽の象徴であった。

## 三足烏の意味
古代中国の文化圏で広まっていた陰陽五行説では偶数を陰、奇数を陽とする。このため3足は陽となり太陽と繋がりができるからだと言われている。

### 中国
三足烏（さんそくう、さんぞくう、拼音: sānzúwū サンズゥウー）は、中国神話に登場する烏で、太陽に棲むとされとあり、後漢墳墓壁画から文物が出土している。太陽を象徴する。太陽のなかに二本足の烏が描かれている馬王堆遺跡出土の棺覆いもある。
。黒い烏は太陽の黒点を表しているという説もある。日烏（にちう、拼音: rìwū リーウー）や赤烏、金烏、火烏とも言い、月の兎の月兎と対比される。しばしば3本の足をもつとされるが２本の場合もある。また、金色という説もある。
太陽にいるのは烏ではなく金鶏（きんけい）であるとの神話もある。別の神話では、太陽は火烏の背に乗って天空を移動する。ただしこれに対し、竜が駆る車に乗っているという神話もある。
なお三足烏の「金烏」の絵は、日本の1712年（正徳2年）刊の「和漢三才図会」の天の部の「日」の項にも認められる。
『淮南子』に「昔、広々とした東海のほとりに扶桑の神樹があり、10羽の三足烏が住んでいた……」と見える。この10羽の3本足の烏が順番に空に上がり、口から火を吐き出すと太陽になるという。『淮南子』の巻七（精神訓）では、月日説話に「日中有踆烏 而月中有蟾蜍」の記述もあり、太陽と鳥の関連を示している。後の『春秋元命苞』に「陽数起於一、成於三、日中有踆烏」がみえ、太陽の中に鳥がいるという話は古いが三本足を有することについては後のことではないかとされる。
このような物語もある。大昔には10の太陽が存在し、入れ替わり昇っていた。しかし尭帝の御世に、10の太陽が全て同時に現れるという珍事が起こり、地上が灼熱となり草木が枯れ始めたため、尭帝は弓の名手羿に命じて、9つの太陽に住む9羽の烏を射落とさせた。これ以降、太陽は現在のように1つになった（『楚辞』天問王逸注など）。

### 朝鮮
三足烏（삼족오 Samjogo サムジョゴ）は、高句麗（紀元前5世紀～7世紀）では火烏とも言われた。古墳壁画にも3本足の烏三足烏が描かれている。月に棲むとされた亀と対比された。

### その他
三足烏はエジプト神話の壁画に見られる。これはリュキアやパンフィリアの三脚巴から考え出されたとされる。